# NGC 7129
NGC 7129 è una regione H II osservabile nella costellazione di Cefeo; è una delle strutture più remote del Complesso nebuloso molecolare di Cefeo, del quale fa parte.
Appare circondata da un anello di idrogeno neutro (H I) esteso per mezzo grado, che fa parte di un sistema più vasto di nubi molecolari, centrato su una stella azzurra catalogata come BD+65° 1638; studiando lo spettro di questa stella, si è scoperto che si tratta di un raro tipo di "stella dissociante" appena emergente dalla nube di gas che l'ha formata, con un'età stimata in poche migliaia di anni e una massa pari a 6M☉.

la regione in cui si trova è ricca di giovani stelle blu. A sud e a est si estende una vasta nube dalla forma che ricorda quella di un rene, delle dimensioni di circa 11 parsec (36 anni luce), in una cui cavità si trovano molti dei membri più deboli dell'ammasso aperto associato, nel cui bordo orientale è presente una cresta nebulosa di grandi dimensioni.

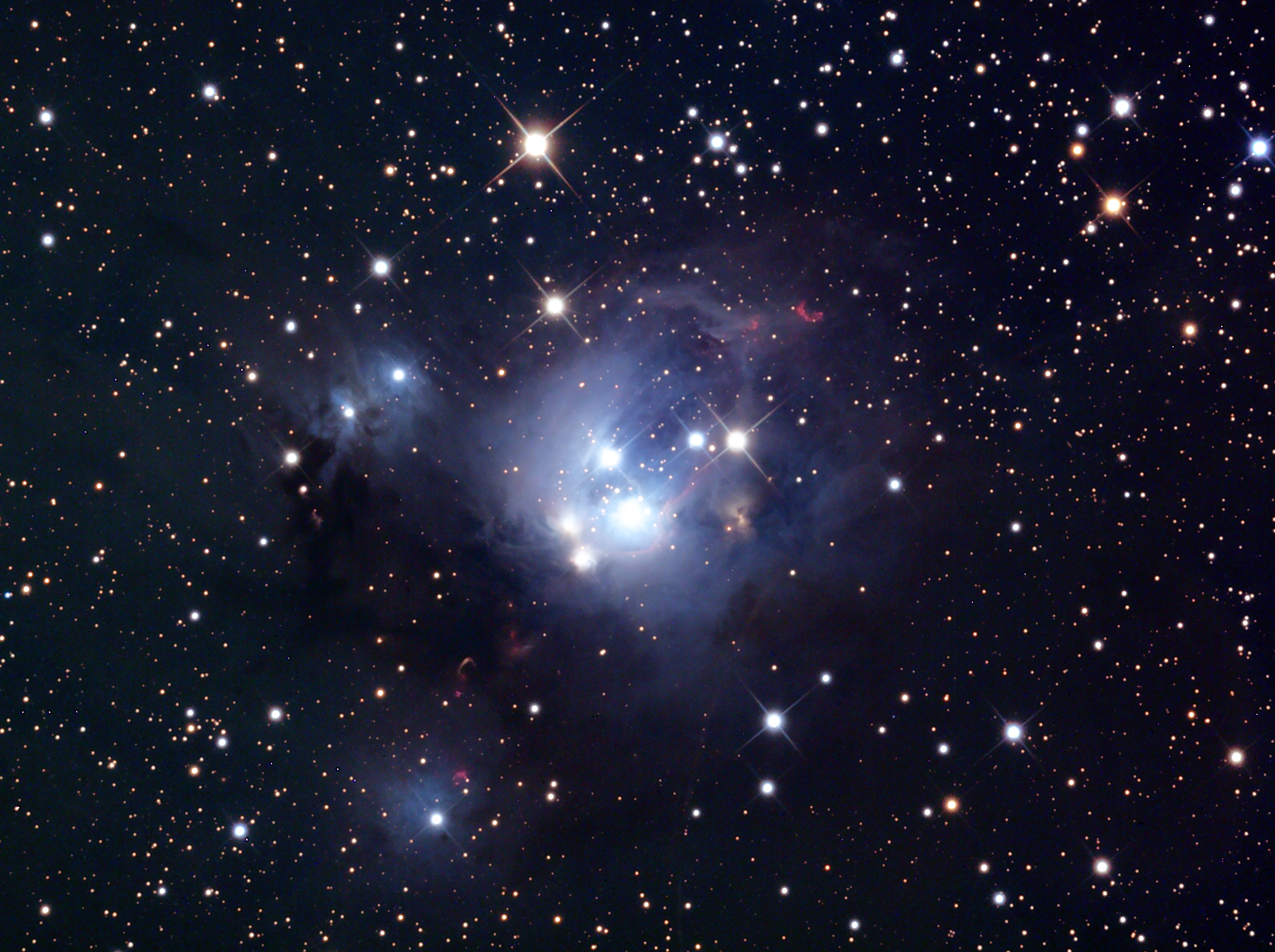
NGC 7129 (Mount Lemmon SkyCenter Schulman Telescope)
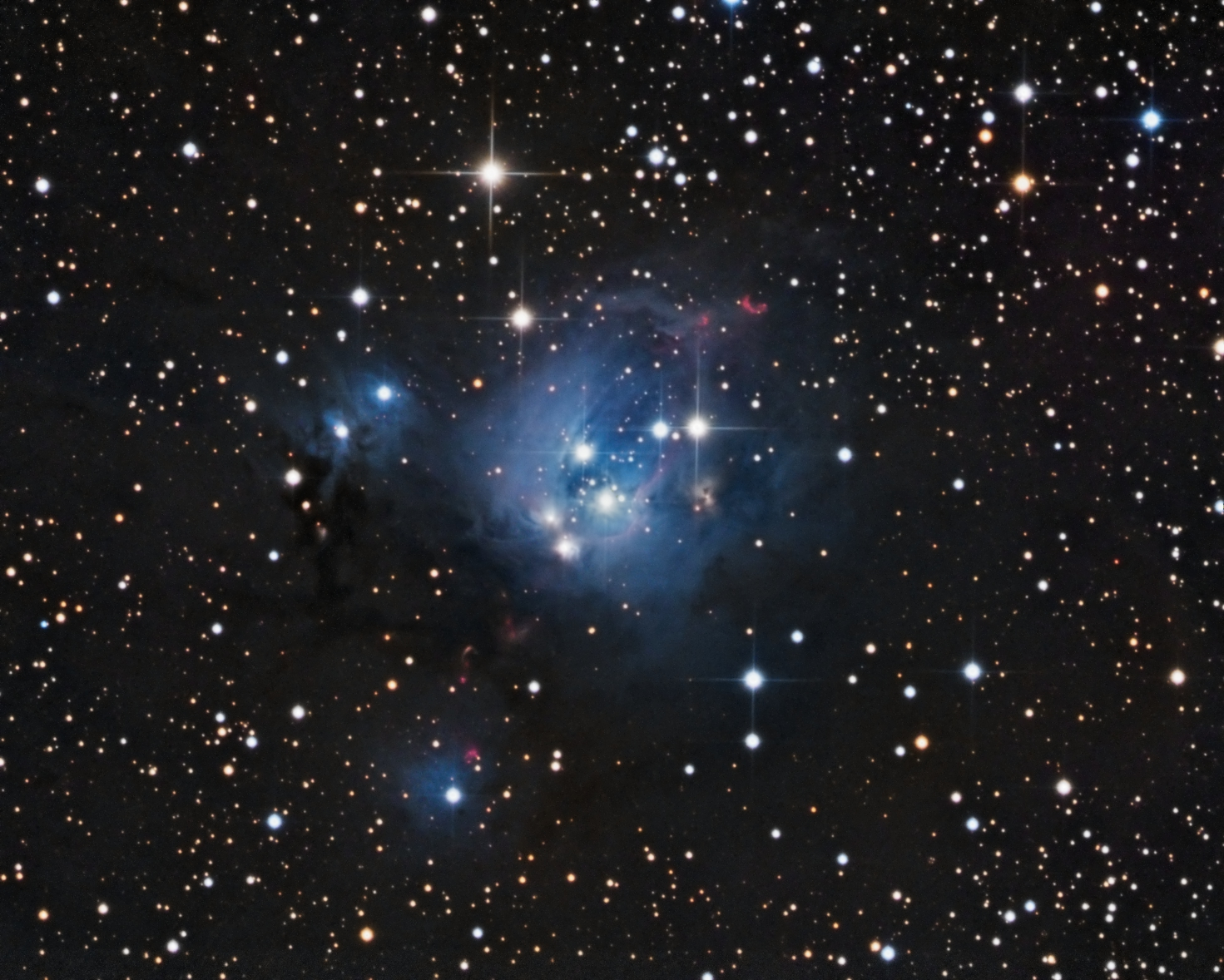
NGC 7129 (amatoriale)